# Victoire Loup
Pour les articles homonymes, voir Loup (homonymie).
Victoire Loup est une journaliste gastronomique, consultante culinaire et auteur de livres de cuisine. Elle vit entre Paris et Los Angeles où elle conseille des chefs et des marques.

## Biographie
Née à Cannes dans une famille de parfumeurs,, Victoire Loup grandit à Paris et commence ses études en Angleterre. Pendant son master à SciencesPo, elle réalise un stage au guide Fooding et devient directrice de la communication l'année suivante. Elle participe à l’organisation d’événements à Paris et New York, avec des chefs tels que Yotam Ottolenghi, Alain Passard, Cyril Lignac. En 2015, elle s'installe en Californie et chronique des restaurants en France et aux États-Unis. Avec son agence de conseil, elle accompagne des chefs et des marques tels que Pommery et Airbnb.  

## Publications
Publié à la suite du confinement, À La Maison est un recueil de soixante recettes et anecdotes qui révèlent l’intimité culinaire de chefs tels que Pierre Gagnaire, Anne-Sophie Pic, Christophe Michalak, ou encore Pierre Hermé. Les bénéfices de ventes sont distribués à une association caritative,.
Son ouvrage Cuites vient d'une idée de son éditeur Human Humans et du chef Arnaud Jourdan. Il propose des recettes de lendemains de fêtes des plus grands chefs de France : Philippe Conticini, Alexia Duchêne, Juan Arbelaez, Michel Roth. Soixante MOF, chefs étoilés et cuisiniers de la bistronomie partagent une anecdote ainsi qu'une recette qui « soigne le mal par le bon ».
Chaud, troisième opus publié avec Human Humans, révèle les recettes que 60 chefs, tels que  Chloé Charles, Mory Sacko et Manon Fleury aiment préparer pour séduire, à travers des anecdotes personnelles où chaque chef raconte l’histoire qui se cache derrière son plat.
En octobre 2021, Human Humans annonce que les livres de Victoire Loup seront désormais publiés en co-édition avec Hachette. Chaud inaugure cette collection capsule, et À la Maison ainsi que Cuites font l’objet d’une nouvelle édition au sein du catalogue d’Hachette Cuisine.

## Divers
En parallèle de ses livres, Victoire Loup est également juge sur plusieurs émissions de télévision : Alex vs. America, Gordon Ramsay's 24 Hours to Hell and Back, Top Chef. Elle est également rédactrice freelance pour AD Magazine, Le Fooding, ICON, etc.

## Publications
- À La Maison - 60 recettes de chefs au foyer, Human Humans, 2020  (ISBN 201716853X)
- Cuites - 60 recettes faciles pour lendemains difficiles, Human Humans, 2020  (ISBN 2017168521)
- Régalades - 500 produits d'exception à se faire livrer chez soi, Hachette Cuisine, 2021  (ISBN 2019460394)
- Chaud - 60 recettes pour séduire aux fourneaux, Human Humans et Hachette Cuisine, 2021  (ISBN 2017168505)
- Festin - 60 recettes pour se retrouver, Human Humans et Hachette Cuisine, 2022  (ISBN 2017201332)
- Inspirations - 10 histoires de création en pâtisserie, La Martinière, 2022  (ISBN 979-1040111788)